# Tom Saintfiet
Tom Saintfiet (né le 29 mars 1973 à Mol en Belgique) est un footballeur belge devenu par la suite entraîneur.
Il a dirigé l'équipe nationale de Gambie de 2018 à 2024, se classant parmi les cinq meilleurs entraîneurs de l'année sur le continent africain en 2022 et 2023, selon le vote de la Confédération Africaine de Football. En 2022, il a également été deuxième dauphin pour le prix d'« Entraîneur de l'année » décerné par l'Union Royale Belge des Sociétés de Football-Association.
En juin 2025, Saintfiet avait déjà atteint 113 matchs officiels de la FIFA en tant qu'entraîneur d'équipes nationales.

## Biographie

### Joueur
Tom Saintfiet fait ses débuts comme défenseur dans les équipes de jeunes de la région du Limbourg. Il passe en équipe première à Louvain, mais est rapidement contraint d'arrêter sa carrière de joueur à l'âge de 24 ans, à la suite de sa sixième rupture des ligaments croisés.

### Entraineur

#### Namibie
Alors âgé de 35 ans, Tom Saintfiet quitte la Finlande et prend en charge sa première sélection A en signant en Namibie en juillet 2008.
La fin de son aventure namibienne se passe dans la confusion. Des rumeurs dans la presse annoncent un licenciement de son poste de sélectionneur, finalement infirmé par le président de la fédération namibienne John Muinjo. Quelques jours plus tard, il est finalement officialisé comme sélectionneur du Zimbabwe.

#### Zimbabwe
Le 25 septembre 2010, il est nommé à la tête de la sélection zimbabwéenne pour une durée de 4 ans, avec pour objectif la qualification pour la CAN 2012. Après un premier succès en déplacement au Cap-Vert, l'état africain lui refuse son permis de travail et le droit de demeurer sur son territoire. Saintfiet est contraint de quitter le territoire, et se réfugie au Botswana en attendant une régularisation de sa situation. L'appel du refus de son permis de séjour est également rejeté courant novembre 2010, contraignant la ZIFA à remplacer Saintfiet par Norman Mapeza.
Tom Saintfiet a par la suite poursuivi la ZIFA en justice, exigeant 500.000 dollars de dommages et intérêts. La fédération zimbabwéenne a finalement été contrainte par la FIFA de régler 185.000 dollars à son ancien sélectionneur, sous peine de ne pas pouvoir prendre part aux qualifications pour la Coupe du Monde 2022. Le 27 décembre 2015, le président de la ZIFA Phillip Chiwangya annonce qu'un accord a été trouvé, et que le Zimbabwe pourrait prendre part aux éliminatoires.

#### Ethiopie
Après 4 mois en Jordanie, Saintfiet prend les rênes de la sélection éthiopienne en mai 2011. Après un nul contre le Nigéria (2-2) et un succès contre Madagascar (4-2), le technicien belge présente sa démission en octobre 2011.

#### Togo
En mars 2015, Tom Saintfiet assure l'intérim à la tête de l'équipe du Togo, lors d'une rencontre amicale face à l'Ile Maurice, en remplacement de Tchakala Tchanile. Le 19 mai 2015, l'entraineur belge est officialisé à la tête des Eperviers pour une durée de 2 ans, avec pour mission de qualifier l'équipe pour la CAN 2017. En avril 2016, alors que le Togo est encore en lice pour une qualification, Saintfiet est écarté par la fédération togolaise, qui le remplace par Claude Le Roy.

#### Bangladesh
Le 23 aout 2016, Saintfiet est nommé à la tête du Bangladesh, pour un contrat de 3 mois.

#### Trinité-et-Tobago
Tom Saintfiet est nommé en décembre 2016 à la tête de l'équipe de Trinité-et-Tobago, en remplacement de Stephen Hart, démissionnaire. L'aventure dans les Caraïbes est courte : après 4 matches, l'entraineur belge présente sa démission le 11 janvier 2017. Il invoque un mauvais cadre de travail.

#### Malte
En octobre 2017, Saintfiet est nommé à la tête de l'équipe de Malte, ce qui constitue sa première expérience avec une sélection européenne. Elle est cependant de courte durée, puisque la fédération choisit de le limoger, à la suite de la parution dans la presse d'une liste de sélectionneurs potentiels qui se seraient montrés intéressés par la sélection du Cameroun. Bien que Saintfiet ait nié avoir postulé pour ce poste, la fédération maltaise choisit de mettre un terme à leur collaboration.

#### Gambie
En juillet 2018, il prend les rênes de la sélection de Gambie, alors 172e nation au classement FIFA, et qui n'a pas connu la victoire depuis 5 ans. Il annonce rapidement vouloir qualifier sa sélection pour la CAN.
En mars 2021, la Gambie bat l'Angola (1-0), et se qualifie pour la première fois pour la phase finale du tournoi. Dans la foulée, le contrat de l'entraineur belge est prolongé de 5 ans à la tête des Scorpions. Lors de la CAN, la Gambie termine à la 2e place du groupe F, après un succès lors du match inaugural contre la Mauritanie (1-0), un nul contre le Mali (1-1) et une victoire à la dernière minute contre la Tunisie (1-0). La Gambie écarte ensuite la Guinée en 1/8e de finale (1-0), et est éliminée en quarts contre le Cameroun (2-0).

#### Philippines
En février 2024, Tom Saintfiet signe avec l’équipe de football des Philippines.

#### Mali
En août 2024, Tom Sainfiet signe avec les aigles, équipe de football du Mali.
Le tacticien belge, depuis son arrivée au début de septembre 2024, a mené l'équipe nationale du Mali à se qualifier pour la Coupe d'Afrique des Nations 2025 en terminant première du groupe I. Il a réalisé une performance impressionnante avec 4 victoires et 2 matchs nuls, marquant 10 buts et n'en concédant qu'un seul, faisant ainsi du Mali la meilleure défense d'Afrique.
Sous sa direction, un record a été atteint depuis 1972 : le plus grand nombre de buts marqués en un seul match. Ce record a été établi contre l'Eswatini le 19 novembre 2025, lors d'une victoire éclatante du Mali sur le score de 6-0.

## Palmarès
Mali
- Qualifié pour la Coupe d'Afrique des Nations (CAN) 2025 en terminant premier du groupe de qualification I.

Gambie
- Qualifié pour la Coupe d'Afrique des Nations (CAN) 2021, première participation de la Gambie au tournoi le plus prestigieux du continent.
- Atteint les quarts de finale de la CAN 2021.
- Qualifié pour la Coupe d'Afrique des Nations (CAN) 2023.

KV Turnhout
- Qualification pour les barrages de promotion : 2014.

Young Africans
- Vainqueur de la CECAFA Club Cup/Kagame Interclub Cup : 2012.

Qatar U17
- Troisième place au Championnat d'Asie U-17 de l'AFC : 2004.
- Qualification pour la Coupe du Monde U-17 de la FIFA 2005.

B71 Sandur
- Vice-champion de la Première Division des îles Féroé : 2002.

Distinctions individuelles
- Top 5 des meilleurs entraîneurs de l'année sur le continent africain, élu par la CAF (Confédération Africaine de Football) : 2023.
- Deuxième dauphin pour le titre d'entraîneur de l'année en Belgique, élu par l'Union Royale Belge des Sociétés de Football-Association : 2022.
- Top 5 des meilleurs entraîneurs de l'année sur le continent africain, élu par la CAF : 2022.
- Finaliste pour le titre d'Entraîneur de l'année aux Namibia Sport Commission Sports Awards : 2009.
- Personnalité sportive la plus célèbre (Informanté) : 2008.
- Entraîneur de l'année en Namibie : 2008.